# メルセデス・ベンツアリーナ
メルセデス・ベンツアリーナ（英: Mercedes Benz Arena、中: 梅赛德斯-奔驰文化中心）は、中華人民共和国・上海市の「上海世博園」跡地にあるアリーナ。2010年4月30日の上海万博開会式でこけら落とされた。旧称は上海万博文化センター (Shanghai World Expo Cultural Center)。当初の名称は「上海万博演芸センター」となる予定であった。

## 解説
最大18,000席収容で、北京市の国家体育館と並び中国最大級の屋内アリーナである。
万博終了後はドイツの自動車メーカーであるダイムラーが10年契約の命名権を取得し、同社の高級車ブランドメルセデス・ベンツにちなんで、「メルセデス・ベンツアリーナ」に改称された。中国国内で命名権を採用されるのは西安市にある陝西省体育場、青島市にある国信体育館に次いで3例目となる。
万博を記念するイベントの一環として、2010年6月13日にSMAPによるファンの集いが予定されていたが、来客者殺到による安全確保が懸念されて、開催中止となった。
2014年8月26日にボブ・アラム率いるトップランクがマカオの定期興行以外で初めて中国本土でイベントを開催した。現在はリ・シェン率いるセカ・エンターテインメントが毎月金曜と土曜（月に1度のみ）に連続で小規模なイベントを開催している。
2019年10月25日・26日には乃木坂46が日本人グループ初となる2日間の公演を開催した。

## 主な開催イベント
- 2010年

上海万博、WWE RAW Presents Summer Slam
- 2013年

NBAプレシーズンゲーム ロサンゼルス・レイカーズ対ゴールデンステート・ウォリアーズ、東京ガールズコレクション、Bilibili Macro Link
- 2014年

WBA世界ライトフライ級暫定王座決定戦ランディ・ペタルコリン対ワルテル・テージョ
- 2024年

VALORANT Champions Tour 2024 Masters Shanghai（Upper Finals・Lower Semifinals・Lower Finals・Grand Finals）

## ライブ・コンサートなどを開催した主なアーティスト
- 2011年

SUPER JUNIOR、イーグルス、アッシャー、クインシー・ジョーンズ、MC HotDog、ジェームス・ブラント、エイコン、東方神起
- 2012年

L'Arc〜en〜Ciel、SUPER JUNIOR、蔡依林、BIGBANG、マルーン5、エルトン・ジョン、ジェニファー・ロペス
- 2013年

S.H.E、羅志祥、林俊傑、周杰倫、G-DRAGON、神話、アダム・ランバート、メタリカ、SUPER JUNIOR、ジャスティン・ビーバー、ピットブル、アリシア・キーズ
- 2014年

周杰倫、林俊傑、S.H.E、ローリング・ストーンズ、 ブルーノ・マーズ、アヴリル・ラヴィーン、テイラー・スウィフト、ライオネル・リッチー、EXO、赤西仁
- 2015年

EXO、赤西仁
- 2016年

BIGBANG、羅志祥、周杰倫、T-ARA、ジャッキー・チュン、ONE OK ROCK、張惠妹、フェイ・ウォン、μ's
- 2017年

ジャッキー・チュン、RADWIMPS、羅志祥、アリアナ・グランデ、薛之謙
- 2018年

林俊傑、乃木坂46、KING SUPER LIVE 2018
- 2019年

米津玄師、花澤香菜、SawanoHiroyuki[nZk]、乃木坂46、SEKAI NO OWARI